# Katarzyna Grzybowska-Franc
Katarzyna Grzybowska-Franc (ur. 30 kwietnia 1989) – polska tenisistka stołowa, zawodniczka kadry narodowej seniorek. Występuje w klubie Dojlidy Białystok, wychowanka MKS Pogoń Siedlce. Absolwentka II LO im. św. Królowej Jadwigi w Siedlcach.
Obecnie zajmuje 84. miejsce w światowym oraz 3. w narodowym rankingu ITTF.

## Osiągnięcia
- Brązowa medalistka Mistrzostw Europy w grze pojedynczej w 2018.
- Zakwalifikowanie się do drużyny narodowej na Igrzyska Olimpijskie w Londynie (2012)[2].
- Srebrna medalistka Mistrzostw Europy Kadetek w grze drużynowej (razem z Natalią Partyką i Natalią Bąk)
- Brązowa medalistka Mistrzostw Polski Juniorów w grze pojedynczej i złota w grze deblowej w parze z Anetą Olendzką (Kraków 2006)
- Brązowa medalistka Mistrzostw Polski Juniorek w grze pojedynczej, złota w grze podwójnej w parze z Anną Żak i złota w grze mieszanej w parze z Pawłem Fertikowskim (Brzeg Dolny 2007)
- Brązowa medalistka Mistrzostw Europy Juniorów w turnieju drużynowym (Bratysława 2007)
- Brązowa medalistka Mistrzostw Świata Juniorów w turnieju drużynowym (razem z Natalią Partyką i Natalią Bąk) (USA 2007)
- Srebrna medalistka Młodzieżowych Mistrzostw Polski w grze pojedynczej oraz złota w grze podwójnej w parze z Natalią Partyką (Ostróda 2008)
- Dwukrotna złota medalistka Mistrzostw Polski Seniorów w grze pojedynczej w 2014 i 2015 roku
- Srebrna medalistka Mistrzostw Polski Seniorów w grze pojedynczej w 2011, 2017 i 2021 roku
- Brązowa medalistka Mistrzostw Polski Seniorów w grze pojedynczej w 2010, 2012, 2013 i 2016
- Sześciokrotna złota medalistka Mistrzostw Polski Seniorów w deblu w parze z Natalią Partyką w 2008, 2012, 2014, 2016, 2017 i 2018
- Srebrna medalistka Mistrzostw Polski Seniorów w deblu w parze z Natalią Partyką w 2011
- Złota medalistka Mistrzostw Polski Seniorów w deblu w parze z Natalią Bajor w 2021
- Złota medalistka Mistrzostw Polski Seniorów w grze mieszanej w parze z Pawłem Fertikowskim w 2015 roku
- Brązowa medalistka Mistrzostw Polski Seniorów w grze mieszanej w parze z Pawłem Fertikowskim w 2014 roku
- Srebrna medalistka Mistrzostw Polski Seniorów w grze podwójnej w parze z Martą Gołotą w 2009 roku
- Brązowa medalistka Mistrzostw Polski Seniorów w grze mieszanej w parze z Piotrem Chmielem w 2009 roku